# Андерссон, Микаэль (кёрлингист)
Микаэ́ль А́ндерссон (швед. Mikael Andersson, род. 9 июля 1969) — шведский кёрлингист и тренер по кёрлингу.

## Карьера
Чемпион и серебряный призёр чемпионата Швеции среди смешанных команд.
Как тренер смешанной парной сборной Швеции участник четырёх чемпионатов мира.

## Команды
| Сезон                                               | Четвёртый          | Третий            | Второй            | Первый            | Запасной | Турниры             |
| --------------------------------------------------- | ------------------ | ----------------- | ----------------- | ----------------- | -------- | ------------------- |
| 2012—13                                             | Пер Нурен          | Andreas Granbom   | Микаэль Андерссон | Martin Ölund      |          | ЧШМ 2013 (15 место) |
| 2019—20                                             | Микаэль Андерссон  | Lars Franzén      | Claes Gunnarsson  | Johan Solberg     |          | ЧШВ 2020 (9 место)  |
| Кёрлинг среди смешанных команд (mixed curling)      |                    |                   |                   |                   |          |                     |
| 1991—92                                             | Пер Нурен          | Камилла Юханссон  | Микаэль Андерссон | Anna Wedin        |          | ЧШСК 1992           |
| 2013—14                                             | Пер Нурен          | Камилла Юханссон  | Микаэль Андерссон | Isabell Andersson |          | ЧШСК 2014           |
| 2015—16                                             | Пер Нурен          | Камилла Нурен     | Микаэль Андерссон | Isabell Andersson |          | ЧШСК 2016 (5 место) |
| Кёрлинг среди смешанных пар (mixed doubles curling) |                    |                   |                   |                   |          |                     |
| 2013—14                                             | Isabella Andersson | Микаэль Андерссон |                   |                   |          | ЧШСП 2014 (4 место) |
| 2015—16                                             | Isabella Andersson | Микаэль Андерссон |                   |                   |          | ЧШСП 2016 (5 место) |

(скипы выделены полужирным шрифтом)

## Результаты как тренера национальных сборных
| Год  | Турнир                                              | Сборная                 | Место |
| ---- | --------------------------------------------------- | ----------------------- | ----- |
| 2014 | Чемпионат мира по кёрлингу среди смешанных пар 2014 | Швеция (смешанная пара) | 2     |
| 2015 | Чемпионат мира по кёрлингу среди смешанных пар 2015 | Швеция (смешанная пара) | 2     |
| 2016 | Чемпионат мира по кёрлингу среди смешанных пар 2016 | Швеция (смешанная пара) | 25    |
| 2017 | Чемпионат мира по кёрлингу среди смешанных пар 2017 | Швеция (смешанная пара) | 13    |

## Достижения
- Чемпионат Швеции по кёрлингу среди смешанных команд: золото (1992), серебро (2014).